# Ruslan Rafailewitsch Scharifullin
Ruslan Rafailewitsch Scharifullin (russ. Руслан Рафаилевич Шарифуллин; * 25. August 1985 in Tschussowoi) ist ein russischer Freestyle-Skier. Er ist auf die Buckelpisten-Disziplinen Moguls und Dual Moguls spezialisiert.

## Biografie
Scharifullin nahm ab Februar 2003 im Europacup teil und erzielte bei seinem ersten Einsatz sogleich eine Podestplatzierung. Sein Debüt im Freestyle-Weltcup hatte er am 6. Dezember 2003 in Ruka, wo er im Moguls-Wettbewerb den 21. Platz belegte und die ersten Weltcuppunkte gewann. Das beste Ergebnis in seiner Premierensaison war ein 14. Platz. Am 22. Januar 2005 fuhr er in Fernie auf Platz 3 und erzielte damit die erste Weltcup-Podestplatzierung. Zum Abschluss der Saison 2004/05 gewann er zwei russische Meistertitel.
In der Weltcupsaison 2005/06 blieb ein 6. Platz Scharifullins bestes Ergebnis, bei den Olympischen Winterspielen 2006 kam er auf Platz 27. Nachdem er in der Saison 2006/07 nicht über einen 7. Platz hinausgekommen war, gewann er bei der abschließenden Weltmeisterschaft 2007 in Madonna di Campiglio die Bronzemedaille im Dual-Moguls-Wettbewerb. Sein bisher bestes Ergebnis im Weltcup erzielte er am 26. Januar 2008 mit Platz 2 am Mont Gabriel. Die Saison 2008/09 blieb ohne Spitzenergebnis, mit Ausnahme des Gewinns des dritten russischen Meistertitels.
Seit 2010 ist Scharifullin nicht mehr im Weltcup angetreten, er wird aber von der FIS weiterhin als „aktiv“ geführt.

## Erfolge

### Olympische Spiele
- Vancouver 2006: 27. Moguls

### Weltmeisterschaften
- Ruka 2005: 9. Dual Moguls, 16. Moguls
- Madonna di Campiglio 2007: 3. Dual Moguls, 38. Moguls
- Inawashiro 2009: 10. Moguls, 31. Dual Moguls

### Weltcup
- 9 Platzierungen unter den besten zehn, davon 2 Podestplätze

### Weitere Erfolge
- 3 Podestplätze im Europacup, davon 1 Sieg
- 3 russische Meistertitel (Moguls 2005, Dual Moguls 2005 und 2009)